# Ascorhynchus hippos
Ascorhynchus hippos är en havsspindelart som beskrevs av Turpaeva, E.P. 1994. Ascorhynchus hippos ingår i släktet Ascorhynchus och familjen Ammotheidae. Inga underarter finns listade i Catalogue of Life.